# Claude Kinder
Claude William Kinder (10 août 1852 - 9 août 1936) est un ingénieur britannique qui fut surtout actif en Chine.

## Biographie
Il est le troisième fils de Thomas William Kinder qui travaille comme maître de la Monnaie de Hong Kong de 1863 à 1868 et comme directeur de la Monnaie impériale du Japon à Osaka de 1870 à 1875,.
Éduqué par son père, Claude étudie plus tard l'ingénierie ferroviaire à Saint-Pétersbourg avant d'obtenir sa première nomination professionnelle comme ingénieur assistant à la société gouvernementale des chemins de fer japonais en 1873. Forcé de quitter le Japon à cause de la guerre civile en 1878, il part à Shanghai où il rencontre Tong King-sing qui le nomme ingénieur à Tangshan près de l'ancienne ville fortifiée de Kaiping. Le travail initial de Kinder est d'aider au forage des puits d'une mine de charbon et de construire une voie ferrée jusqu'à la rivière navigable la plus proche. Les fonctionnaires chinois empêchent cependant la construction de cette ligne et Kinder construit alors un canal pour les barges de charbon entre Lutai et Hsukochuang (Xugezhuang) où un petit tramway est construit pour rallier Tangshan.
Les autorités chinoises ne fournissent que quelques mules pour tirer le tramway mais Kinder (avec l'aide de Tong King Sing) construit secrètement une locomotive à vapeur surnommée « La Roquette de Chine », la première construite dans le pays. La compagnie du tramway devient petit à petit la principale ligne ferroviaire de Chine et prend le nom de « Chemin de fer impérial du Nord de la Chine », puis plus tard, après la chute de la dynastie Qing en 1911, elle est renommée en « Ligne Pékin-Mukden ». Kinder travaille comme ingénieur en chef pendant 30 ans jusqu'à sa retraite en 1909.
Le gouvernement chinois le nomment fonctionnaire honoraire et il est décoré de l'ordre impérial du Double Dragon. En 1900, Kinder est fait Compagnon de l'ordre de Saint-Michel et Saint-Georges par le gouvernement britannique en reconnaissance de ses services au développement des chemins de fer (et des intérêts financiers britanniques) en Chine. Il meurt à Churt en Angleterre le 9 août 1936, la veille de son 84e anniversaire.